# Clement Attlee
Clement Richard Attlee, 1. baron Attlee (Putney, London, 3. siječnja 1883. – London, 8. listopada 1967.) je bio premijer Ujedinjenog Kraljevstva od 1945. do 1951. Attleeovi laburisti su uvjerljivo porazili Chruchilla koji je vodio Ujedinjeno Kraljevstvo tijekom Drugog svjetskog rata. Attlee je bio prvi laburistički ministar koji je odslužio cijeli mandat u Parlamentu i prvi laburist koji je imao većinu u Parlamentu.
Attleeova vlada donijela je poslijeratni konsenzus (koji je do dolaska Margaret Thatcher na vlast konzervativaca bio prihvaćen od svih stranaka), provela je nacionalizaciju velikih industrijskih postrojenja i dekolonizaciju Indije, Burme, Cejlona i Pakistana, osnovala nacionalnu zdravstvenu službu, proširila shemu nacionalnog osiguranja.
Prema istraživanju koje je provelo Sveučilište u Leedsu te MORI, Attlee je proglašen najefikasnijim britanskim premijerom 20. stoljeća, ispred Winstona Churchilla, Davida Lloyda Georgea i Margaret Thatcher.